# Урочище Роговское
Урочище Роговское — комплексный памятник природы. Статус присвоен Решениями Кашарского РИК № 233 от 14.09.79 года. Расположен в Кашарском районе Ростовской области. Имеет природоохранное, научное и просветительское значение.

## Описание

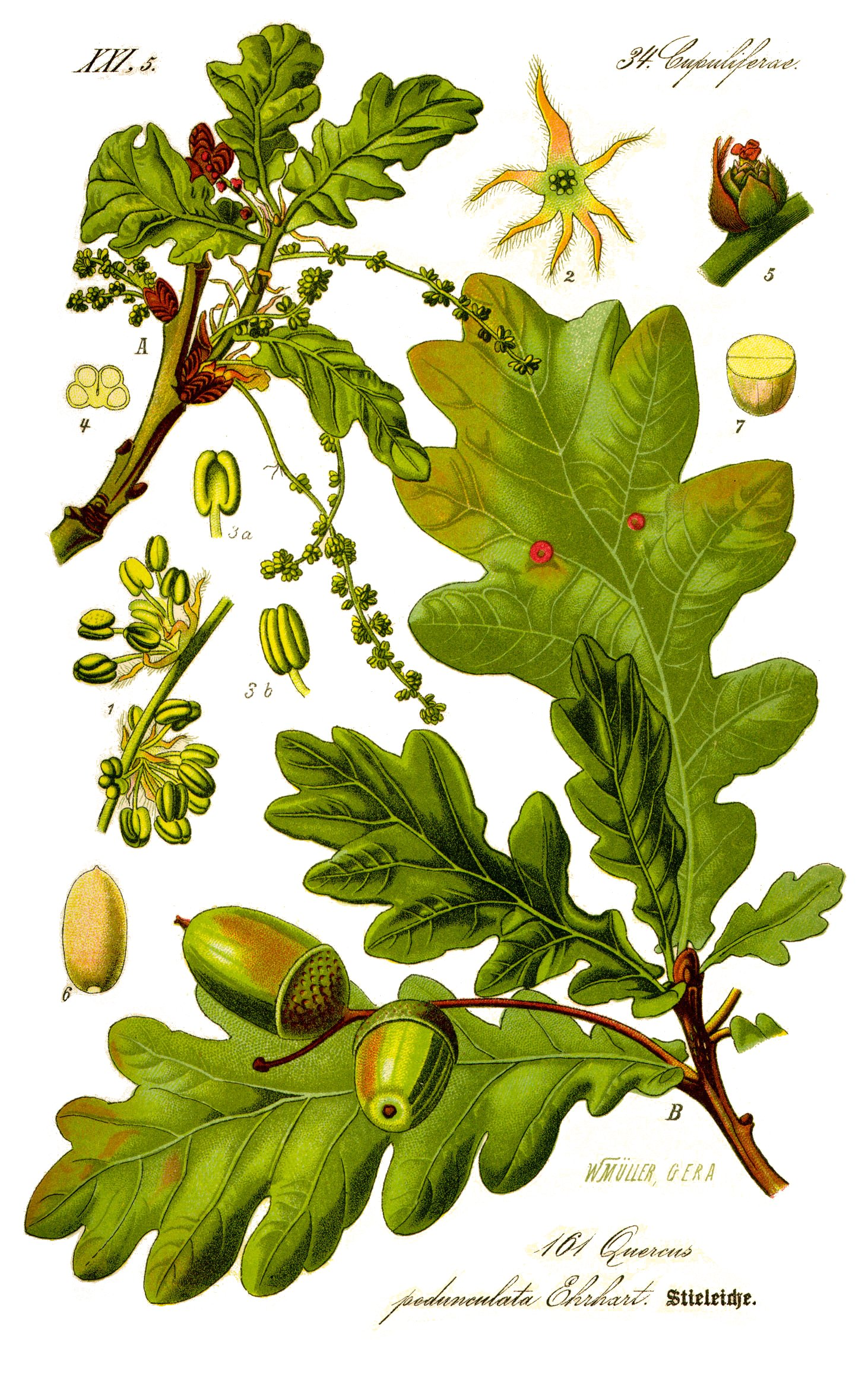
Дуб черешчатый.

Памятник природы Урочище Роговское представляет собой естественный лесной массив с искусственными пойменными дубравами. Часть деревьев в лесах были посажены в 50-х годах XIX века. Общая площадь урочища составляет около 386.0 гектар.
Урочище «Роговское» расположено между селом Сариновка и хутором Михайловка, по берегам реки Большая до впадения в нее реки Нагольная. Границы урочища очерчены 19-м, 22-м, 25-м и 26-м кварталами Киевского участкового лесничества Кашарского территориального лесничества, что в одном километре к югу от села Сариновки.
К урочищу Роговское относятся лесные массивы Кругленькое, Долгенькое и Союзный лес в Кашарском районе Киевского лесничества. Статус комплексного памятника природы местного значения с режимом заказника присвоен в соответствии с Решениями Кашарского РИК № 233 от 14.09.79 г., Облисполкома № 313 от 23.08.85 г., Облсовета № 87 от 22.04.92 г., приказом № 111 по Ростовскому управлению лесного хозяйства от 17.09.95 года. Состояние памятника природы удовлетворительное.
Ландшафты памятника природы формирует пойменный лес, представляющий собой естественный лесной массив. Основные породы урочища составляют дуб, вяз, ясень, сопутствующие породы — осина, клен, акация, тёрн, бересклет.
В урочище обитает много мелких млекопитающих, а это, в свою очередь, привлекает сюда хищников. К числу главных факторов, создающих здесь благоприятные условия для животных, относится хорошее увлажнение пойменной дубравы, большая территория, наличие лугов и воды. Памятник природы имеет природоохранное, научное и просветительское значение.